# Norops homolechis
Norops homolechis este o specie de șopârle din genul Norops, familia Polychrotidae, descrisă de Cope 1864. Conform Catalogue of Life specia Norops homolechis nu are subspecii cunoscute.